# Kunadacs
Kunadacs – wieś i gmina w środkowej części Węgier, w pobliżu miasta Kunszentmiklós. Miejscowość leży na obszarze Wielkiej Niziny Węgierskiej, w komitacie Bács-Kiskun, w powiecie Kunszentmiklós.
Gmina Kunadacs liczy 1612 mieszkańców (2009) i zajmuje obszar 89,9 km².